# Чжан Итан
Чжан Ита́н (кит. упр. 张益唐, пиньинь Zhāng Yìtáng; род. 1955) — американский математик китайского происхождения, работающий в области теории чисел.
В 2013 году Чжан отправил в журнал Annals of Mathematics статью, в которой доказывалось, что существует бесконечно много пар последовательных простых чисел с разностью не более 70 миллионов. Данное доказательство может рассматриваться как решение ослабленного варианта задачи о простых числах-близнецах. Статья Чжана прошла рецензирование и была принята в печать.

## Образование
В 1978 году Чжан поступил в Пекинский университет и закончил его в 1982-м, получив степень бакалавра по математике. После окончания магистратуры в 1985-м Чжан поступил в аспирантуру университета Пердью. В декабре 1991 года он защитил диссертацию на степень доктора философии.

## Карьера
Диссертация Чжана была посвящена проблеме якобиана. После окончания аспирантуры у Чжана были проблемы с поиском работы в научной сфере. Ему приходилось работать бухгалтером, в мотелях, в ресторанах и т. д. В конце концов ему удалось получить должность лектора в университете Нью-Гэмпшира. В 2013 году он был награждён премией Островского. в 2014-м — премией Коула по теории чисел, премией Рольфа Шока по математике и стал лауреатом стипендии Мак-Артура. По состоянию на февраль 2020 года он занимает должность полного профессора в университете Нью-Гэмпшира.